# Fairman Rogers

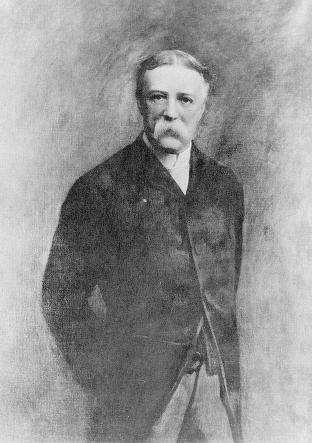
Fairman Rogers, in der zweiten Hälfte des 19. Jahrhunderts

Fairman Rogers (* 15. November 1833 in Philadelphia; † 22. August 1900 in Wien) war Professor für das Bauingenieurwesen, Trustee der University of Pennsylvania, Pferdeexperte, Charter Member der National Academy of Sciences und Chairman der Pennsylvania Academy of the Fine Arts. Seine Pferdekenntnis, Förderung von Kunst und Interesse an der Serienfotografie finden in dem Gemälde The Fairman Rogers Four-in-Hand zusammen.

## Leben
Rogers war der Sohn des Eisenhändlers Evans Rogers und seiner Frau Caroline Augusta, einer Tochter des Erfinders Gideon Fairman. Während seiner Schulzeit wurde ihm die Aufgabe übertragen, die Funktion des Telegrafen vor seinen Mitschülern zu demonstrieren.
1849 wurde er in die College-Abteilung der University of Pennsylvania aufgenommen. Seit 1853 arbeitete er als Ingenieur, im Januar 1856 heiratete er Rebecca H. Gilpin und 1857 war er Professor am Franklin Institut und an der University of Pennsylvania. In seinem Werk über Straßen und Brücken, 1861, verglich er den Ausbau der Eisenbahn mit dem ärmlichen Zustand der Straßen in Amerika. In diesem Jahr war er auch an der Erforschung des Potomac River für den United States Coast and Geodetic Survey beteiligt und leistete im Bürgerkrieg als Offizier im Ingenieurcorps Militärdienst. 1863 war Rogers eines der 50 Gründungsmitglieder der National Academy of Sciences. Im Rahmen der Akademie wurde er mit einer Studie über den Kompass in eisernen Schiffen beauftragt.

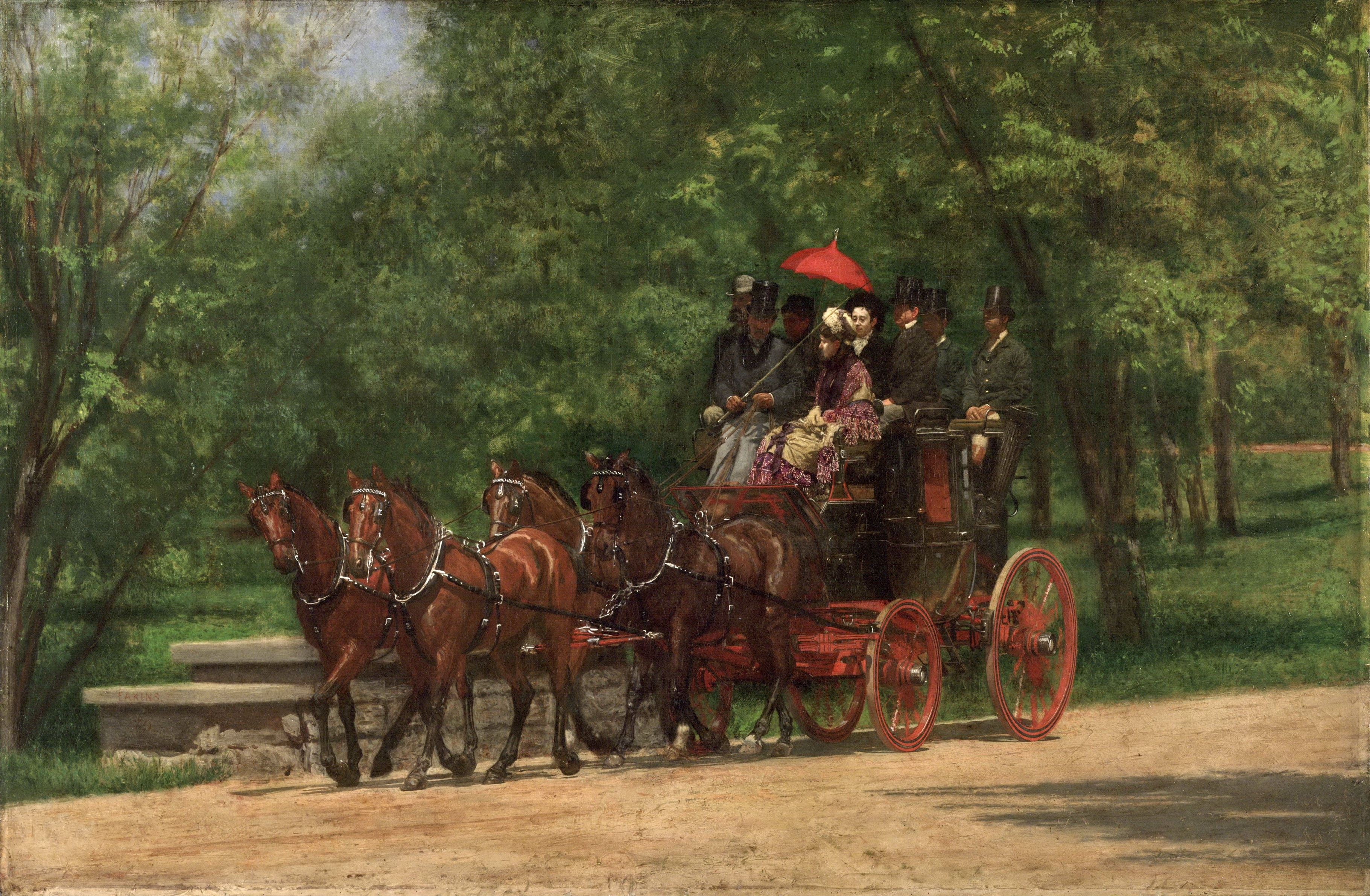
Thomas Eakins: The Fairman Rogers Four-in-Hand, um 1879; Das Gemälde zeigt Rogers an den Leinen seines Vierspänners

1871 wechselte Rogers von der Professorentätigkeit zu der eines Trustees der University of Pennsylvania, und 1881 wandten sich seine Interessen von der Universität ab und der Pennsylvania Academy of the Fine Arts zu. Er wurde Chairman der Ausbildung an der Akademie und unter seiner Führung wurde sie komplett reorganisiert. Daneben verfasste er einen Artikel zur Horsemanship, also der Kunst des Umgangs mit Pferden. Er sah darin eine Kunst, die aber bis zu einem gewissen Grad verwissenschaftlicht werden kann. Er nahm das System von François Baucher auf, der Sanftheit und Geduld im Umgang mit dem Pferd forderte. Daher sprach er sich gegen Gewalt aus.
Rogers soll der erste Besitzer einer Schreibmaschine und eines Vierspänners in Philadelphia gewesen sein. Auch war er Gründer des Philadelphia Coaching Clubs.
Als Eadweard Muybridge nach Philadelphia kam und beauftragt wurde, in größerem Umfang Serienfotografien anzufertigen, saßen Rogers und Thomas Eakins in dem Gremium, das Muybridges Arbeit überwachte. Zugleich war Rogers als Chairman der Pennsylvania Academy of the Fine Arts der Vorgesetzte von Professor Eakins, der auch selber Serienfotografien anfertigte. 1879 beauftragte Rogers Eakins, ein Gemälde für ihn zu malen. Dieses Gemälde, das unter den beiden Namen A May Morning in the Park und The Fairman Rogers Four-in-Hand bekannt ist, zeigt Rogers an den Zügeln seines Vierspänners im Fairmount-Park in Philadelphia. Erstmals in der Geschichte zeigte dieses Gemälde anatomisch korrekte Beinpositionen von Pferden in Bewegung, ein direktes Ergebnis von Rogers’ und Eakins’ gemeinsamem Interesse an der Serienfotografie.
Rogers war Mitgründer der Union League sowie Mitglied der American Society of Civil Engineers, der American Philosophical Society und verschiedener Reit- und Jagdclubs. Eine weitere Publikation Rogers’ befasst sich mit der Difference Engine des George Barnard Grant, die später auf der Centennial Exhibition ausgestellt wurde.
Rogers’ letzte, in Europa entstandene, Publikation war das Manual of Coaching, ein Regelbuch zu allen Aspekten des Kutschfahrens. Unter den vielen behandelten Punkten findet sich auch das korrekte Wenden und die Frage nach dem Schwerpunkt der Kutsche. Das Buch war reich illustriert und enthielt auch eine Schwarz/Weiß-Reproduktion des Eakins-Gemäldes The Fairman Rogers Four-in-Hand.
Die University of Pennsylvania unterhält eine Fairman-Rogers-Sammlung mit vielen Werken aus der Pferdekunde und dem Ingenieurwesen. Rogers ist heute noch für sein Manual of Coaching bekannt, mehr noch für das Gemälde The Fairman Rogers Four-in-Hand.

## Veröffentlichungen
- On Roads and Bridges, Washington, 1861–1862, 2 Auflagen
- Horsemanship etc., in: U. S. Service Magazine, 1. Jg. 1864
- The Magnetism of Iron Vessels, with a Short Treatise on Terrestrial Magnetism. D. Van Nostrand,  New York 1877, 2. Auflage 1883
- A Manual of Coaching, J. B. Lippincott Company, Philadelphia 1900, 8 Auflagen (Ausgabe London 1900: Digitalisat, Ausgabe Philadelphia 1901: Digitalisat)